# Эслинг
Эслинг (люкс. Éislek, фр. Oesling, нем. Ösling) — район, охватывающий северную часть Люксембурга. Эслинг занимает 32 % территории страны, остальную часть территории занимает расположенный южнее Гутланд.
Для региона характерны холмы и большие лиственные леса. Почти все самые высокие холмы Люксембурга расположены в Эслинге, особенно на севере и северо-западе, возле границы с Бельгией и Германией. Цепи холмов прорезаны живописными долинами рек Клерф, Оур, Зауэр и Вильц.
Эслинг является малонаселённым районом, с несколькими крупными городами, из которых только Вильц имеет население свыше 2 000 человек. Эслинг известен многочисленными живописными деревнями, расположенными на склонах холмов, которые привлекают большое число туристов.

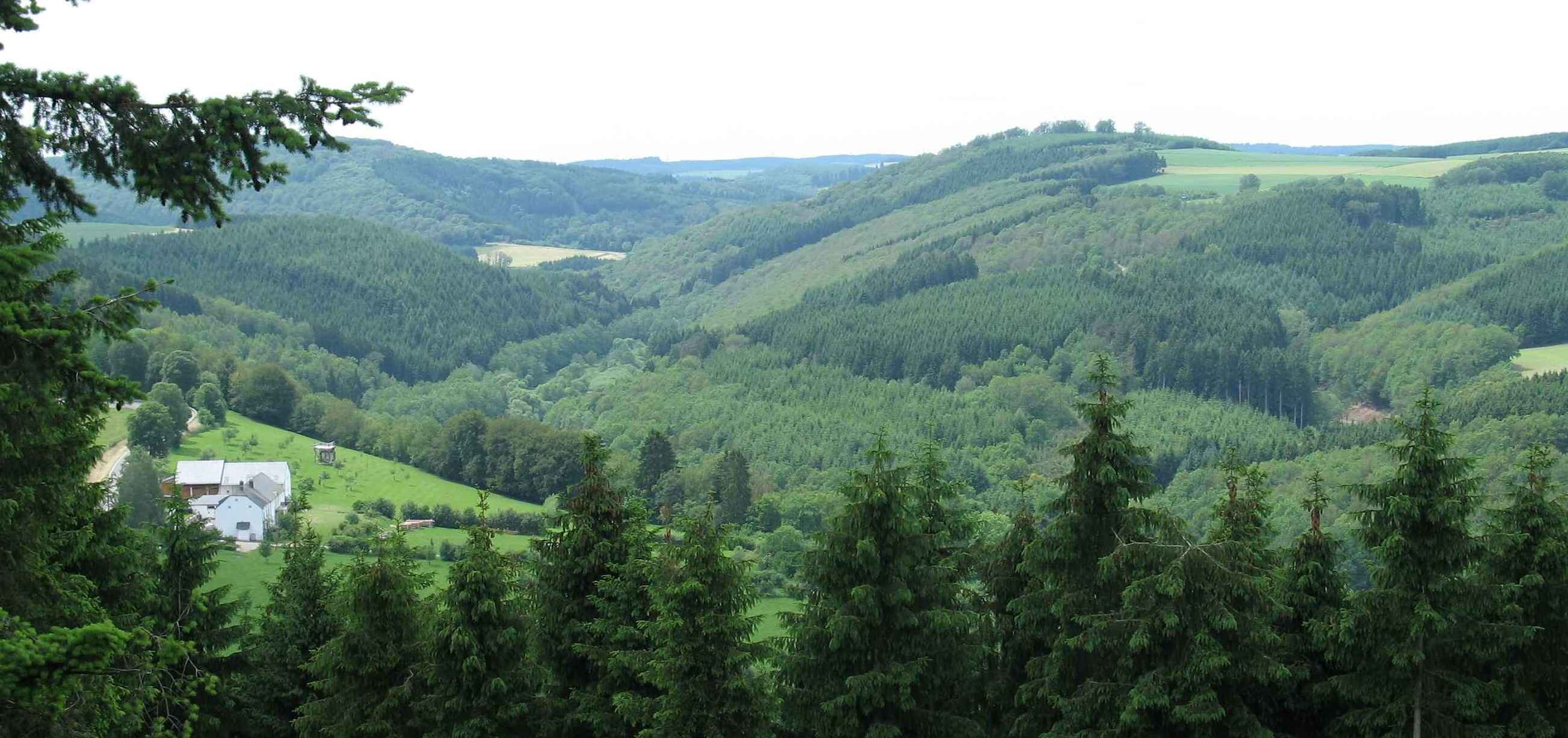
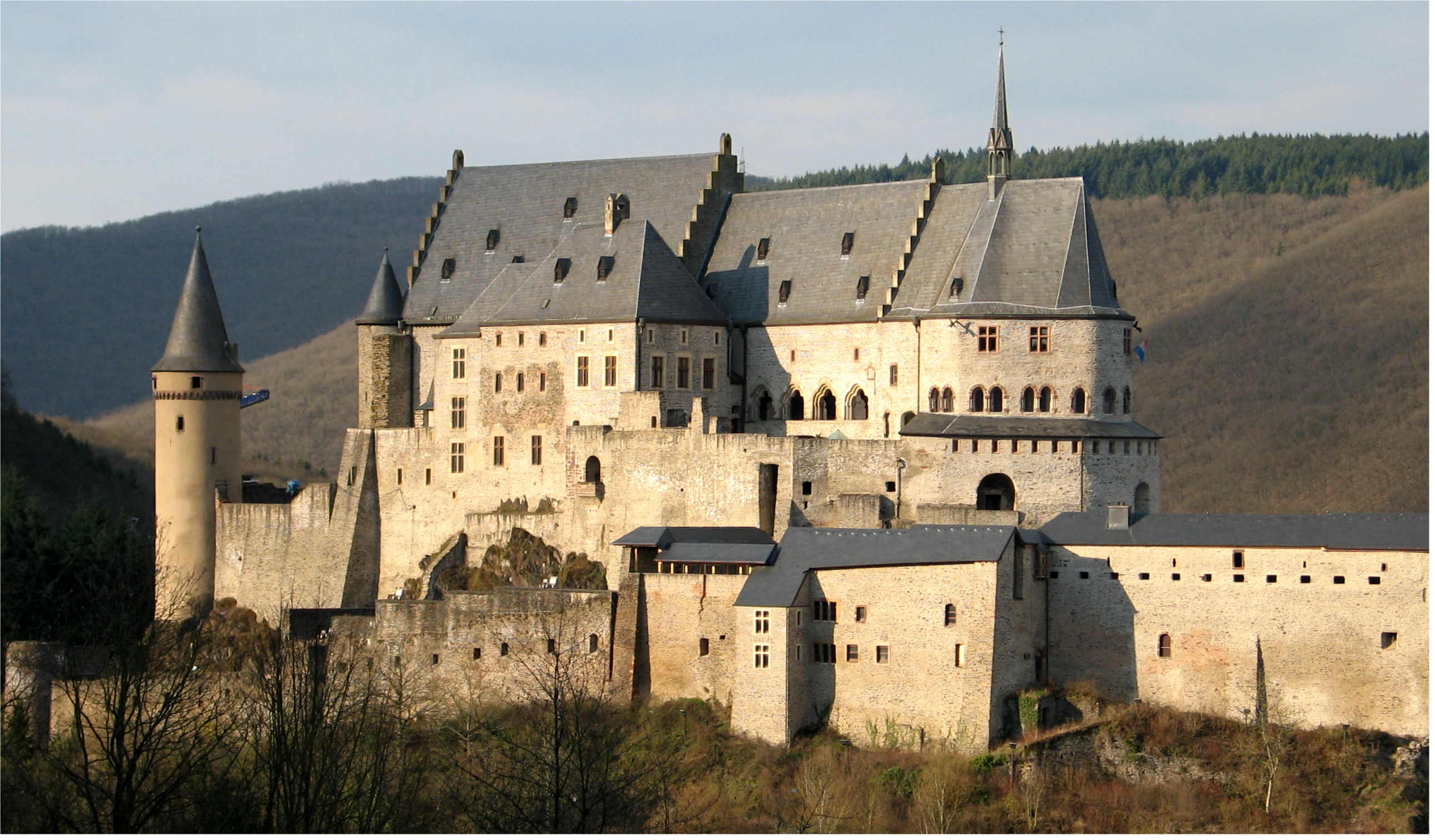